# الفترة الثالثة
الفترة الثالثة هي مفهوم أيديولوجي اعتمدته الأممية الشيوعية (كومنترن) في مؤتمرها العالمي السادس، الذي عقد في موسكو في صيف عام 1928.
وقد استندت نظرية الكومنترن إلى تحليلها الاقتصادي والسياسي للرأسمالية العالمية، الذي طرح تقسيم التاريخ الحديث إلى ثلاث فترات. وشملت هذه «الفترة الأولى» التي تلت الحرب العالمية الأولى وشهدت طفرة الطبقة العاملة الثورية وهزيمتها، بالإضافة إلى «الفترة الثانية» من توطيد الرأسمالية في معظم عقد  1920ات. وفقا لتحليل الكومنترن، فإن المرحلة الحالية من الاقتصاد العالمي من عام 1928 فصاعدا، هي ما يسمى «الفترة الثالثة»، هي حقبة الانهيار الاقتصادي واسع النطاق وتجذّر جماهير الطبقة العاملة. هذا التنافر الاقتصادي والسياسي سيؤدي إلى نضوج الأوضاع لحدوث الثورة البروليتارية في حالت تمسكت الأحزاب الشيوعية الطليعية بسياساتها المتشددة، على حد قول الكومنترن.
وقد اتسمت السياسات الشيوعية خلال الفترة الثالثة بعداء شديد للإصلاح السياسي والمنظمات السياسية الإصلاحية فقد اعتبرت عائقا أمام الغايات الثورية للحركة. في مجال النقابات، تم اتخاذ خطوة خلال الفترة الثالثة نحو إنشاء نقابات ثنائية جذرية تحت سيطرة الحزب الشيوعي بدلا من استمرار السياسة السابقة لمحاولة تجذير النقابات القائمة من الداخل.
صعود الحزب النازي إلى السلطة في ألمانيا في عام 1933 وإبادة الحركة الشيوعية المنظمة هناك صدم الكومنترن وأجبره على إعادة تقييم تكتيكات الفترة الثالثة. من عام 1934، بدأت تحالفات جديدة تحت رعاية ما يسمى «الجبهة الشعبية». وقد اعتمدت سياسة الجبهة الشعبية كسياسة رسمية للأممية الشيوعية من قبل المؤتمر العالمي السابع للكومنترن في عام 1935.

## أسباب الفترة الثالثة وتطورها
في ديسمبر 1927، عقد الحزب الشيوعي السوفييتي مؤتمره الخامس عشر؛ قبل هذا المؤتمر، أيد جناح الحزب الذي يقوده ستالين استمرار السياسة الاقتصادية الجديدة. ومع ذلك، في المدن، حصل قصور في رأس المال الصناعة، وأخذت الأسعار في الارتفاع. في الريف، علاوة على ذلك، فإن السياسة الاقتصادية الجديدة قد أسفرت عن إثراء أقسام معينة من الفلاحين الروس والأوكران (الكولاك) بسبب تحرير أسعار الحبوب من الرقابة. في الوقت نفسه، نشأت برجوازية الجنينية جديدة على أساس علاقات السوق التي أدخلت في إطار السياسة الاقتصادية الجديدة واكتسبت نفوذا متزايدا داخل الحزب وفي جهاز الدولة.
وقد أدت هذه الأحداث إلى عدم استقرار اقتصادي وسياسي متزايد. وكانت المدن مهددة «بخطر مزمن بحدوث مجاعة» في الفترة 1928-1929. وقد عارضت المعارضة اليسارية استمرار سياسة السوق في الزراعة من خلال السياسة الاقتصادية الجديدة، ومنذ عام 1924، دعت مرارا للاستثمار في الصناعة، وانتهاج الزراعة الجماعية وإضفاء الطابع الديمقراطي على الحزب. وبسبب شعوره بخطر تمرد الريف بقيادة الكولاك والبرجوازية المتنامية اتخذت في المؤتمر الخامس عشر للحزب الشيوعي السوفييتي، قرارات أيدت بعض جوانب برنامج المعارضة، وعلى الورق، ظهرت آراء المؤتمر يسارية جدا سياسيا. إلا أنه، جرى طرد المعارضة اليسارية.
وقد تم تبني سياسات جديدة للتصنيع والتشريك تحت شعار «التراكم الاشتراكي». وكان الحزب الشيوعي قد اقترح علنا أن تكون عملية التشريك طوعية؛ ومع ذلك، فقد تجاهل مسؤولون من المستوى الأدنى أحيانا السياسة الرسمية، ودفعوا الفلاحين إلى الانضمام إلى الكومونات من خلال استخدام التهديدات والوعود الكاذبة. في ما يسميه دويتشر «التغيير الكبير»، نفذت السياسات الجديدة للتصنيع والتشريك الجماعي التي تم اعتمادها بطريقة قاسية وحشية من خلال استخدام القوات الأمنية والعسكرية دون مشاركة مباشرة من الطبقة العاملة والفلاحين أنفسهم وبدون النظر إلى العواقب الاجتماعية. ووفقا للأرقام التي قدمها دويتشر، عارض الفلاحون التشريك القسري عن طريق ذبح 18 مليون فرس، و 30 مليون رأس ماشية، ما يقابل 45 في المائة من كامل عددهم، و 100 مليون من رؤوس الأغنام والماعز، أي حوالي ثلثي المجموع. تم التعامل مع الكولاك الذين شاركوا في هذه السلوكيات بشراسة؛ في ديسمبر 1929، أصدر ستالين دعوة إلى «تصفية طبقة الكولاك» - والتشديد على مصطلح طبقة، لأنه لم يكن هناك دعوة للقضاء على الأفراد أنفسهم. وشملت السياسات ترحيلهم إلى أراضي نائية في سيبيريا وإلى معسكرات العمل الإصلاحية. هناك نقاش بين المؤرخين حول ما إذا كانت أعمال الكولاك ومؤيديهم قد ساهمت في حصول المجاعة، أم أن سياسة التشريك نفسها كانت المسؤولة. (راجع التشريك في الاتحاد السوفيتي، هولودومور.)
في الغرب، كانت أزمة الرأسمالية في أوجها مع بداية الكساد الكبير في عام 1929، وكان المؤتمر السادس للأممية الشيوعية ينظر إلى الرأسمالية على أنها دخلت عذاب الموت النهائي، «الفترة الثالثة من وجودها» حيث كانت الفترة الأولى للرأسمالية خلال صعودها قبل الحرب العالمية الأولى، والثانية كانت الفترة القصيرة بعد سحق ثورات ما بعد الحرب العالمية الأولى عندما بدا وكأن الرأسمالية عادت لتستقر.
أُقِرَّت سياسة الفترة الثالثة رسميا في الجلسة الكاملة التاسعة للجنة التنفيذية للأممية الشيوعية في فبراير 1928. وساعد ذلك في ربط «يسار» الحزب الشيوعي السوفيتي مع الكومنترن نفسه.
بنظر الكومنترن، كان هناك فوران ثوري حاسم ونهائي، وكان على جميع أعضائه الاستعداد للحدوص الفوري للثورة العالمية. وكجزء من هذه النظرية، لأن الكومنترن رأى أن الظروف كانت قوية بما فيه الكفاية، فقد طالب الكومنترن بتوطيد مواقفها السياسية داخل حركة العمال، وتطهير جميع العناصر «الرجعية». وبناء على ذلك، شنت الهجمات على الاشتراكيين الديمقراطيين والاشتراكيين المعتدلين وطردوا من داخل نقابات العمال حيث حظي الحزب الشيوعي المحلي بدعم الأغلبية، وكذلك التروتسكيين ومؤيدي الجبهة الموحدة.
على الرغم من أن أوجه القصور والتذبذبات الأيديولوجية قد أدت إلى نهاية هذه الفترة، إلا أن كان للهجة «الفترة الثالثة» صدى قوي مع مزاج العديد من العمال المتشددين في ذلك الوقت، وخاصة بعد انهيار سوق الأسهم في عام 1929 وما أعقب ذلك من أزمات في الثلاثينيات. في العديد من البلدان، بما في ذلك الولايات المتحدة، نمت عضوية الحزب الشيوعي المحلي ونفوذها نتيجة لسياسات «الفترة الثالثة».

## «الفاشية الاشتراكية»
كانت إحدى التطورات البارزة في هذه الفترة هو تنظيم الشيوعيون للعاطلين عن العمل في إطار قوة سياسية، على الرغم من بعدهم عن وسائل الإنتاج. ومن السمات المميزة الأخرى لهذه السياسة أن الشيوعيين حاربوا منافسيهم على اليسار بشدة تضاهي محاربتهم لخصومهم على يمين الطيف السياسي، وقد حاربوا بشراسة خاصة من رأوهم، عن حق أو غير حق، أتباع ليون تروتسكي. واستُهدف الاشتراكيون الديمقراطيون  في السجالات الشيوعية، التي أطلق فيها عليهم اسم «الفاشيين الاشتراكيين.»
اتهم التروتسكيون سياسة ستالين بظهور النازية لأنها حالت دون وحدة الشيوعيين الألمان مع الاشتراكيين الديمقراطيين الألمان. وقد أدى صعود هتلر إلى السلطة، في نهاية المطاف، إلى التخلي عن هذه السياسة لصالح إستراتيجية الجبهة الشعبية لأن ألمانيا أصبحت أكبر تهديد أمني للاتحاد السوفيتي.

## الحواشي
1. ↑  Deutscher, Isaac, Stalin, pp322, Penguin, (1966)
2. ↑  Stalin's proposals were set out in "Questions of Socialist Construction in the U.S.S.R", 1928. نسخة محفوظة 01 مارس 2017 على موقع واي باك مشين.
3. ↑  Deutscher, Isaac, Stalin, pp296ff, Penguin, (1966)
4. ↑  Deutscher, Isaac, Stalin, p324, Penguin, (1966)
5. ↑  This section is adopted in part from a public domain article by David Walters for the Marxists Internet Archive's Encyclopedia of Marxism. نسخة محفوظة 21 يوليو 2017 على موقع واي باك مشين.